# 標的 (ロズウェル)
「標的」（ひょうてき、原題：Crazy）はTVシリーズ『ロズウェル - 星の恋人たち』の第17話。ジュリー・ベンツ演じるトポルスキーが再登場する。

## ストーリー
リズ（シリ・アップルビー）とマックスはデート中、怯えた表情のトポルスキーと再会する。その後トポルスキーはリズに接触し、彼らの身に危険が迫っていることを主張する。マイケルの前にもトポルスキーが現れ、崖を待ち合わせ場所に指定し、通信機を持ってくるように促す。
崖
マイケルはトポルスキーの提案に乗ることを決意するが、マックスは異論を唱える。
そのとき、トポルスキーの主治医を名乗るマルゴリン博士（ケビン・クーニー）がバレンティ保安官に連れられて現われ、トポルスキーは極度の妄想で措置入院となっていることを明かす。
納得したマイケルたちはその場を離れるが、このマルゴリンを名乗る男は実は偽者だった。
遅れて待ち合わせ場所にきたトポルスキーは待ち伏せていたFBI捜査官らによって連れ去られてしまう。

## 配役
※俳優名（役名/声優名）の順。名前の下は役の説明。

### メイン・キャスト
- シリ・アップルビー（リズ・パーカー/片岡身江）
- ジェイソン・ベア(マックス・エバンズ/ 坂詰貴之)
- キャサリン・ハイグル(イザベル・エバンズ/弓場沙織)
- マハンドラ・デルフィノ（マリア・デ・ルカ/花村さやか）
- ブレンダン・フェア（マイケル・ゲリン/浪川大輔）
- コリン・ハンクス（アレックス・ウィットマン/石井揮之）
- ニック・ウェクスラー（カイル・バレンティ/日野聡）※クレジットのみ
- ウィリアム・サドラー(ジム・バレンティ保安官/小林勝也)

### ゲスト出演
- ジュリー・ベンツ（キャスリーン・トポルスキー/ 八十川真由野）
- ケビン・クーニー（マルコム・マルゴリン博士）
- エミリー・デ・レイヴィン(テス・ハーディング/ 齋藤梨絵)

### 助演
- ヒュー・ベンジャミン（花屋）
- エリナ・デ・レオン（ウエイトレスのソニア）
- デヴィッド・コンラッド（ダニエル・ピアス/原康義）※クレジットなし
FBI捜査官